# Kolunpohja (sjö i Suonenjoki, Norra Savolax, 62,65 N, 27,43 Ö)
Kolunpohja är en sjö i kommunen Suonenjoki i landskapet Norra Savolax i Finland. Den är 19 meter djup. Arean är 43 hektar och strandlinjen är 6,91 kilometer lång. Sjön  ingår i Vuoksens huvudavrinningsområde.   Den ligger omkring 28 kilometer söder om Kuopio och omkring 310 kilometer norr om Helsingfors. 